# Flughafen Oujda-Angads

i7
i11
i13
Der Flughafen Oujda-Angads (arabisch مطار وجدة أنجاد, französisch Aeroport Oujda Les Angades, IATA-Code: OUD, ICAO-Code: GMFO) ist ein internationaler Flughafen der Region Oriental in Osten von Marokko. Er liegt rund 12 Kilometer nordöstlich von Oujda und etwa 600 Kilometer von Casablanca entfernt. Der Betreiber des Flughafens ist das marokkanische Büro für nationale Flughäfen (Office National Des Aéroports). Gemessen am Passagieraufkommen liegt der Flughafen in Marokko hinter Tanger und vor Nador an sechster Stelle, gemessen am Frachtaufkommen liegt er an siebter Stelle.

## Geschichte
Während des Zweiten Weltkriegs wurde der Flugplatz während des Afrikafeldzuges von der Royal Air Force (RAF) und den United States Army Air Forces als Militärflugplatz genutzt. Er hieß RAF Oujda und Oujda Airfield. 
Im Jahre 1943 wurde der Flugplatz als Zwischenstopp und Landeplatz für Flugzeuge des Air Transport Command auf der Transportroute Casablanca-Algier genutzt. Als der Zweite Weltkrieg endete, wurde die Kontrolle über den Flugplatz an die zivilen Behörden zurückgegeben.
Seitdem wurde er mehrfach modernisiert und erweitert, um den wachsenden Anforderungen des zivilen Luftverkehrs gerecht zu werden. So entstand unter anderem auf einer Fläche von 20.000 m² ein neues Terminal mit einer Kapazität von 2 Mio. Passagieren pro Jahr, ein neuer Tower, 800 neue Parkplätze sowie ein Taxiway parallel zur Piste.

## Einrichtungen
Der Flughafen Oujda-Angads verfügt über moderne Einrichtungen, um die Anforderungen von Passagieren und Fluggesellschaften zu erfüllen. Dazu gehören:
- Terminalgebäude: Das Passagierterminal bietet Bereiche für Ankunft und Abflug, Check-in-Schalter, Sicherheitskontrollen, Duty-Free-Geschäfte und Restaurants.
- Start- und Landebahnen: Der Flughafen hat eine asphaltierte Start- und Landebahn mit einer Länge von 3.000 Metern und einer Breite von 45 Metern.
- Parkplätze: Direkt vor dem Terminal stehen Parkplätze für Reisende zur Verfügung.

Es bestehen keine Busverbindungen zwischen dem Flughafen und der umliegenden Umgebung.

## Fluggesellschaften und Ziele
Der Flughafen Oujda-Angads wird von mehreren Fluggesellschaften bedient, welche sowohl nationale als auch internationale Ziele in Mitteleuropa anfliegen. Im deutschsprachigen Bereich wird ganzjährig der Flughafen Niederrhein und saisonal der Flughafen Düsseldorf bedient.

## Statistiken
Zum gegenwärtigen Zeitpunkt (Stand 2024) werden am Flughafen Oujda-Angads etwa 1 Million Passagiere im Jahr abgefertigt. Die Flugbewegungen und Passagierzahlen haben in den letzten Jahren stetig zugenommen, was den Flughafen zu einem wichtigen Verkehrsknotenpunkt in der Region macht. Im Jahresmittel 2024 lassen sich folgende statistische Daten erheben:
- Verspätungsindex (Prozentsatz aller verspäteten Starts): 51
- Durchschnittliche Verspätung: 37 Minuten
- Flugausfall-Index (Anzahl der ausgefallenen Flüge): 1
- Durchschnittliche Flugbewegungen pro Tag: 12 Starts, 11 Landungen, 19 Flüge

## Zwischenfälle
- Am 16. Dezember 1943 verunglückte eine Waco CG-4A der United States Army Air Forces (USAAF) (Luftfahrzeugkennzeichen 43-27312) bei der Landung auf dem Flugplatz Oujda. Es gab keine Todesfälle. Das Flugzeug wurde zerstört.[8]

- Am 3. Juni 1944 wurde eine Douglas DC-3/C-47A der britischen Royal Air Force (RAF) (FD886) nahe dem Flugplatz Oujda in eine Bergflanke geflogen. Der Berggipfel war zum Zeitpunkt des Absturzes von einer Wolkendecke bedeckt und das Flugzeug befand sich in einem steilen Steigflug, als es kollidierte. Die Untersuchung des Unfalls ergab, dass der Unfall auf eine grobe Fehleinschätzung des Kommandanten zurückzuführen war, der unnötigerweise im Blindflug flog, als er sich seiner Position nicht sicher war, und auf die schlechte Navigation des Navigators, der nicht alle ihm zur Verfügung stehenden Mittel nutzte. Bei diesem CFIT (Controlled flight into terrain) wurden 16 der 17 Insassen getötet, alle vier Besatzungsmitglieder und 12 Passagiere.[9]

- Am 9. Dezember 1977 brach an einer Sud Aviation Caravelle VI-N der französischen Aerotour (F-BYAU) auf dem Flughafen Oujda-Angads das Fahrwerk zusammen. Es gab keine Todesfälle. Das Flugzeug wurde irreparabel beschädigt.[10]

- Am 26. März 2003 verunglückte eine Boeing 737-400 der Royal Air Maroc (CN-RNF) bei der Landung auf dem Flughafen Oujda-Angads. Die Maschine setzte volle 20 Meter links neben der Landebahn auf. Dabei brach das Fahrwerk. Aufgrund der schweren Beschädigungen wurde das Flugzeug als Totalverlust abgeschrieben. Die 60 Personen an Bord überlebten den Unfall unverletzt.[11]